# Eugène Ruiz
Pour les articles homonymes, voir Ruiz.
Eugène Ruiz, né le 13 juillet 1939 à Géronce et mort le 2 mai 2008 à Pau est un joueur de rugby à XV français. Il évoluait au poste de pilier (1,82 m pour 92 kg) et a joué en Équipe de France B.
Il a commencé sa carrière au sein de l'US Josbaig, puis rejoint le FC Oloron, et finalement la Section paloise avec laquelle il est champion de France en 1964. Généralement reconnu comme l'un des meilleurs piliers gauche français, Ruiz compte une sélection avec l'Équipe de France de rugby à XV « B » contre l'Allemagne.
Ce Béarnais passionné de montagne a par ailleurs gravi le Mont Blanc.

## Carrière de joueur

### En club
- US Josbaig[4]
- FC Oloron
- Section paloise
- AS Idron-Lée

## Palmarès

### En juniors avec le FC Oloron
- 1956-1957 : finaliste de la Coupe René-Crabos ;
- 1957-1958 : demi-finaliste de la Coupe Frantz-Reichel (défaite contre Mont-de-Marsan sur le score de 06 à 03 à Orthez) ;
- 1958-1959 : finaliste de la Coupe Frantz-Reichel.

### Avec laSection paloise
- Championnat de France de première division :
  - Champion (1) : 1964
- Challenge Yves du Manoir :
  - Finaliste (1) : 1964